# Adriaen van Nieulandt
Adriaen van Nieulandt le Jeune (1587, Anvers - enterré le 7 juillet 1658, Amsterdam) est un peintre et graveur flamand.

## Biographie
Il est le fils d'Adriaen van Nieulandt l'Ancien, marchand né dans une famille d'artiste d'Anvers, et de Geertruyd Loyson et frère de Guilliam van Nieulwelandt II, lui aussi artiste. Sa famille, protestante, s'est probablement installée à Amsterdam en 1589 où Adriaen van Nieulandt le Jeune et ses frères deviennent peintres. Il épouse Catelynken Raes le 19 mai 1609 à Amsterdam, avec laquelle il a 11 enfants. 
Il est tout à la fois peintre, marchand d'art et courtier à Amsterdam où il reste de 1607 à 1658 hormis une courte période entre 1619 et 1620 pour décorer la chapelle du château de Frederiksborg à Copenhague. Lui sont attribués des sujets animaliers, militaires, d'allégories, d'histoire, de paysages, de natures mortes et des portraits. 
À Amsterdam, Adriaen le Jeune est l'élève de Pieter Isaacsz (en) et de Frans Badens (en) puis est probablement influencé par Carel Badens et Jacob van Nieulandt.  
Il collabore avec Frans Jansz Post, Paul Vredeman de Vries, Claes Pietersz Lastman, alias Nicolaes Pietersz. Lastman, travaille pour Pieter Isaacsz et a des relations amicales avec Lambert van Twenhuysen, Gerard Thibault et Gottfridt Müller pour son album amicorum.
La famille vit à Amsterdam au numéro 5 de Breestraat, quartier d'artistes à cette époque, en face de la maison où réside Rembrandt. Son professeur Pieter Isaacz. a vécu deux maisons plus loin, avant de déménager dans une autre maison dans la rue Sint Antoniesluis.

## Œuvres
Les œuvres de Nieulandt, aux thèmes profanes et bibliques, sont réparties dans les collections du Rijksmuseum, du musée d'Amsterdam, du musée Frans Hals, de Mauritshuis, du Museum de Fundatie, de l'Institut Courtauld à Londres et du musée national d'art à Copenhague. Une de ses peintures bien connue est le Barrage en 1604 au cours de la dernière collecte des lépreux à Amsterdam, peinte en 1633 à la demande des régents de la léproserie. Le tableau se trouve maintenant dans une galerie du musée d'Amsterdam Musée.
- Allégorie de la paix sous le règne de Willem II, peinture signée 'Adriaen van Nieulandt Fecit Anno 1650', 136 cm × 105 cm, avec autoportrait du peintre[7]
- Galatea and Acis, 1651, huile sur canevas 155.5 cm × 201 cm, Rijksmuseum[8]
- Diane et les nymphes dans une caverne[9]
- Mars et Venus, huile sur canevas, 109x162 cm[10]
- Vue de Rome, encre et aquarelle sur craie noire, 185x420 mm[11]
- Joseph vendu par ses frères[12]
- Salomon et la reine de Saba[13]
- Moïse et le serpent d’airain[14]
- Vol sur l'Egypte des anges portant des fruits, estampe[15]
- Portrait d'un chasseur, huile sur toile, 134 x 102 cm, M.N.R., œuvre récupérée à la fin de la seconde guerre mondiale, dépôt du musée du Louvre, en attente de sa restitution à ses légitimes propriétaires, Gray (Haute-Saône), musée Baron-Martin[16],[17]

## Galerie

Quelques œuvres de Adriaen van Nieulandt le Jeune
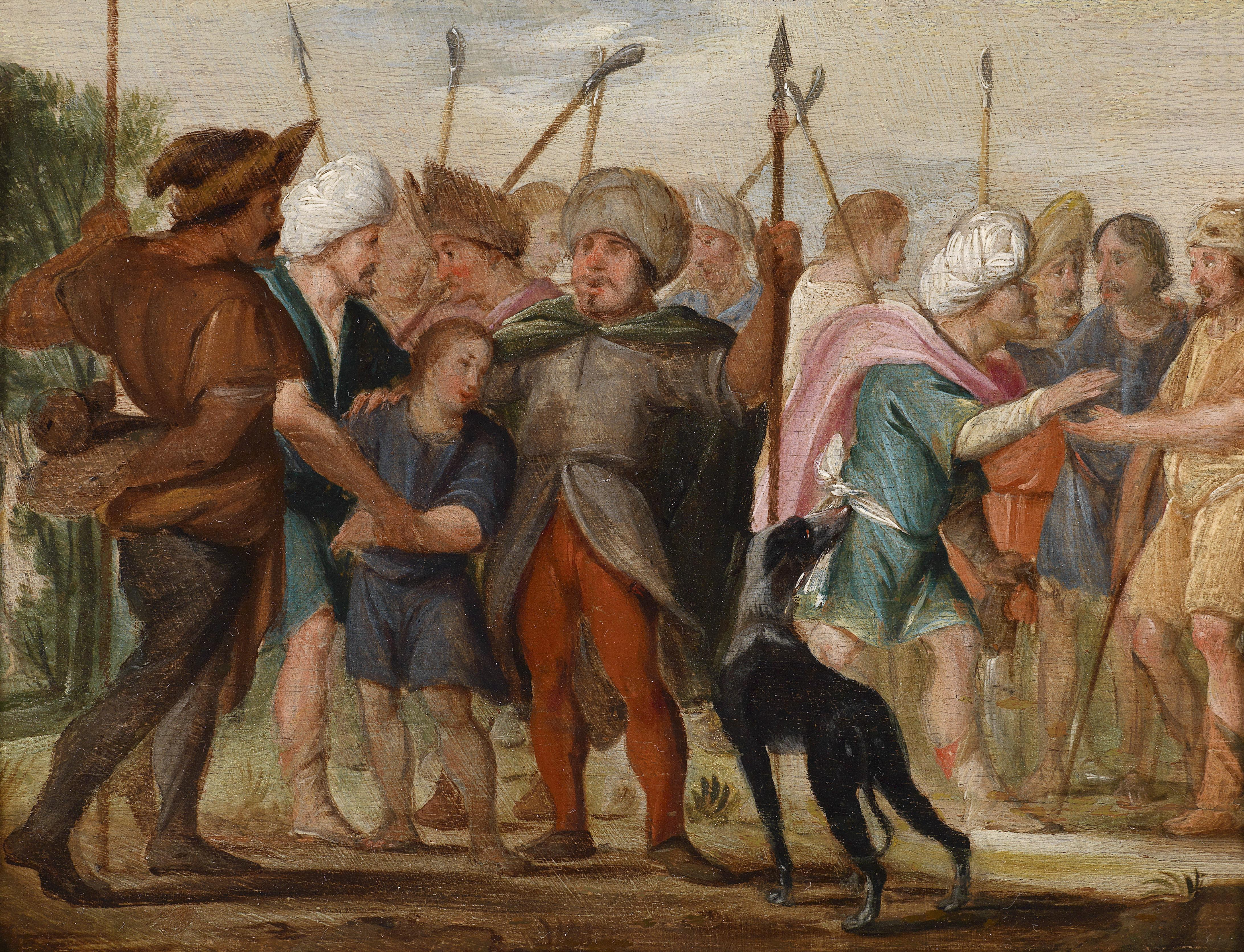
Joseph vendu par ses frères, 1658
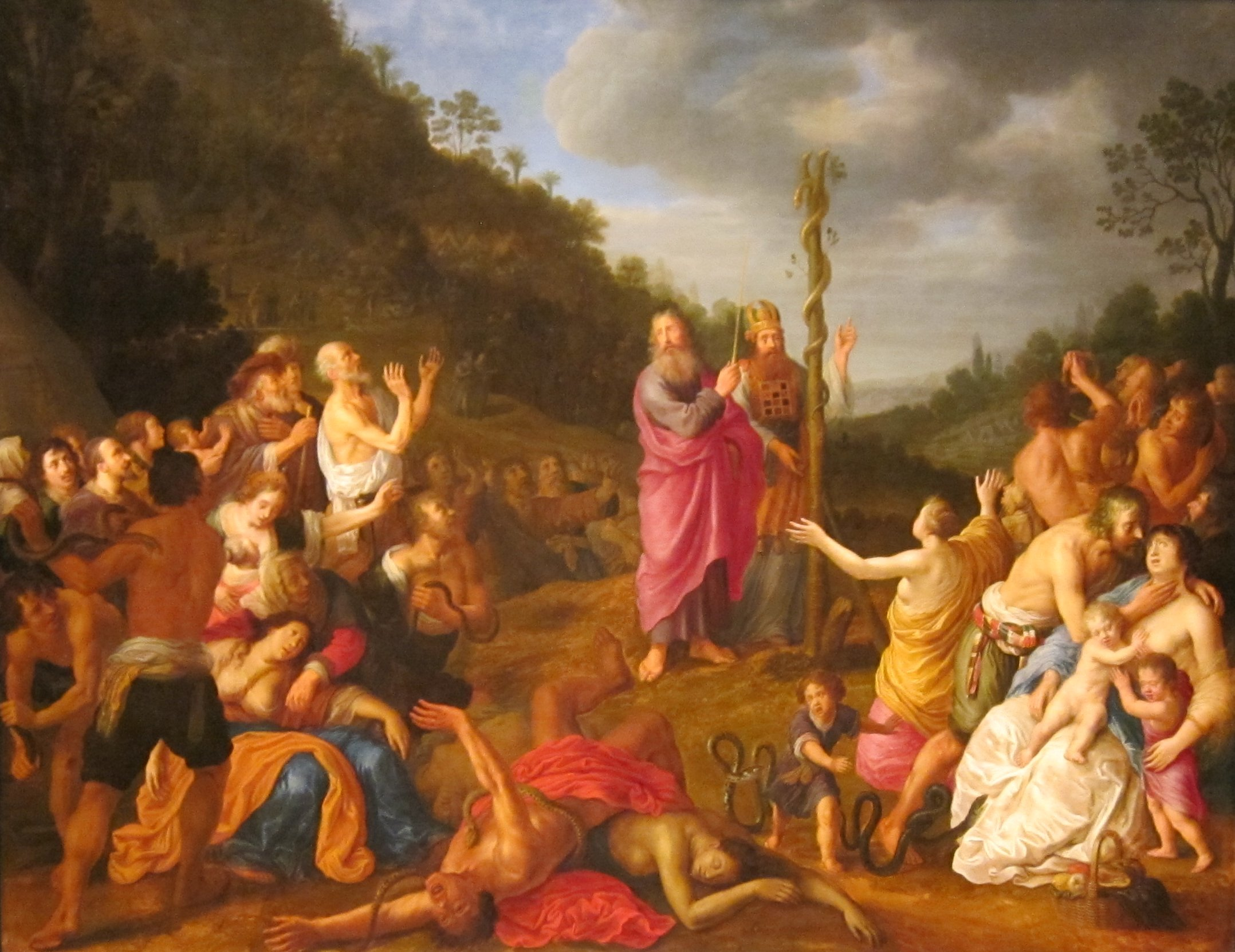
Moïse et le serpent d'airain, 1640, Dayton Art Institute
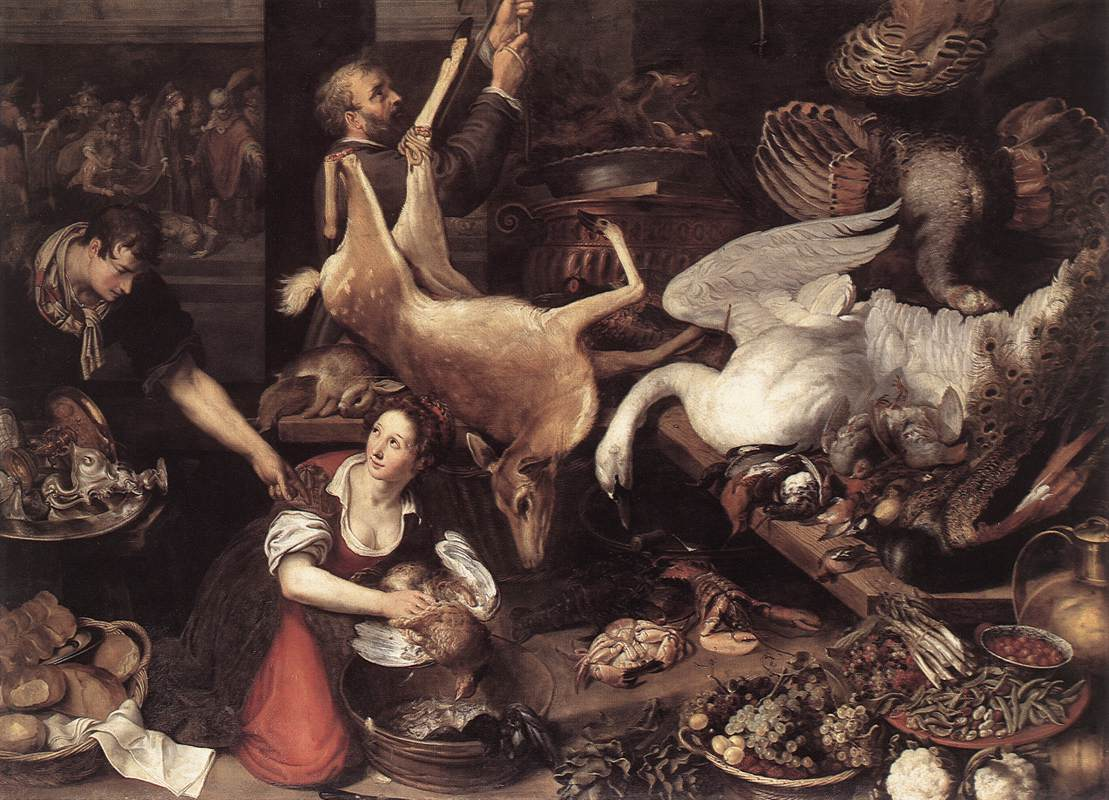
Scène de cuisine, 1616, musée Herzog Anton Ulrich
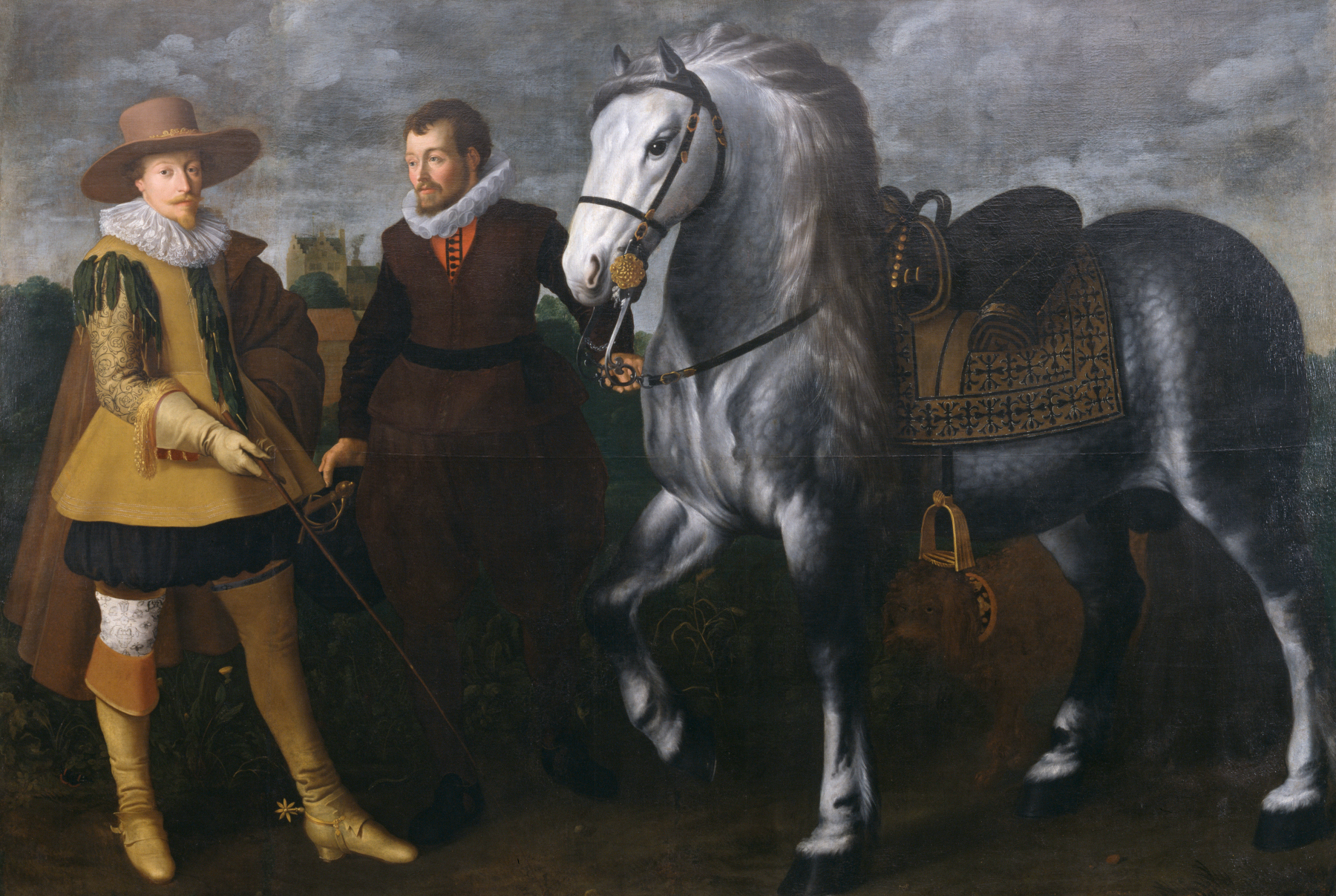
Le prince Maurice avec son cheval et son valet d'écurie, 1624, Walters Art Museum
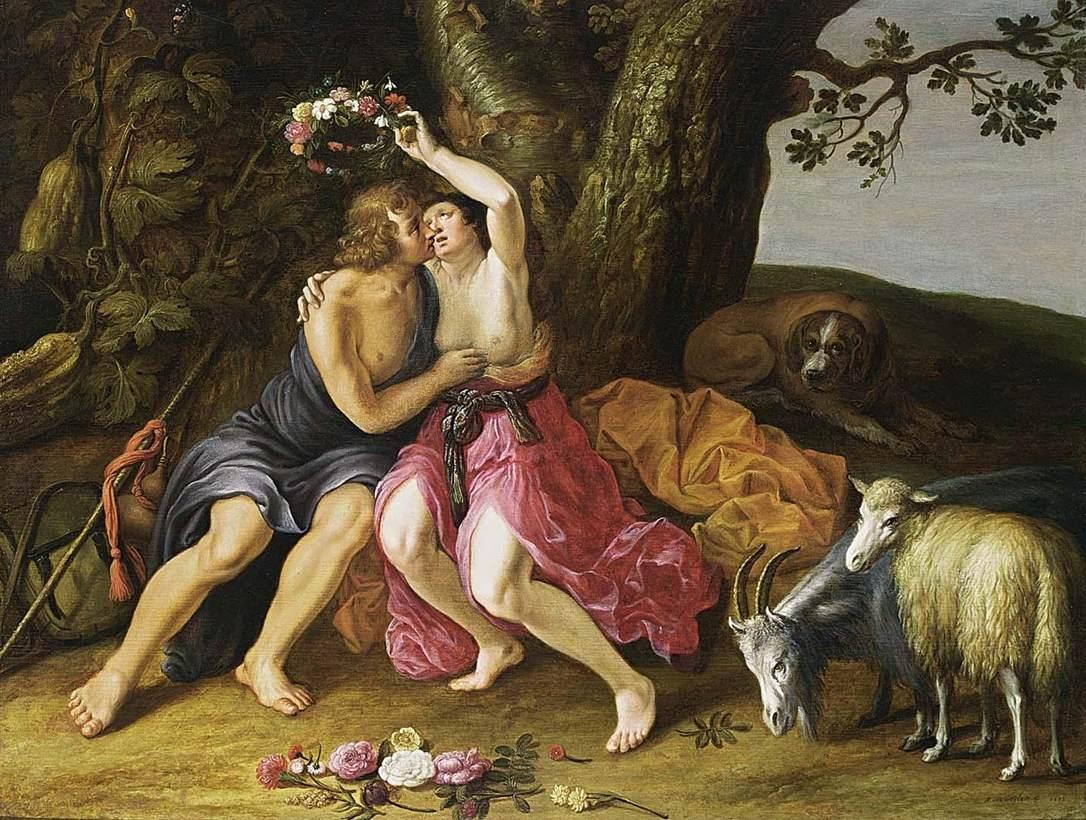
Amarillis couronnant Mirtillo, 1648, collection privée
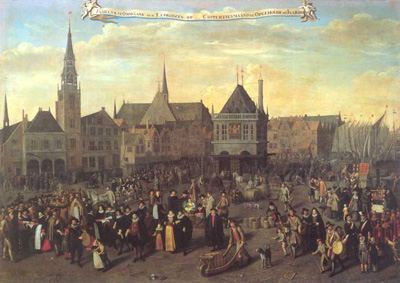
collecte des lépreux à Amsterdam, 1633, Musée d'Amsterdam